# Großsteingrab Wapse
Das Großsteingrab Wapse (auch als Berkenheuvel oder Pottiesbargien bezeichnet) war eine megalithische Grabanlage der jungsteinzeitlichen Westgruppe der Trichterbecherkultur bei Wapse, einem Ortsteil von Westerveld in der niederländischen Provinz Drenthe. Das Grab wird in der Literatur teilweise auch unter Diever oder Diever-Wapse geführt. Es wurde 1735 zerstört. Seine Überreste wurden 1929 und 1988 archäologisch untersucht. Es trägt die van-Giffen-Nummer D52a.

## Lage
Das Grab befand sich nordöstlich von Wapse am Rand des Nationalparks Drents-Friese Wold. 3 km ostsüdöstlich befindet sich das noch erhaltene Großsteingrab Diever.

## Forschungsgeschichte
1734 wurden alle Großsteingräber in Drenthe unter gesetzlichen Schutz gestellt. 1735 wurde allerdings eine Ausnahmegenehmigung für die Abtragung des Grabes von Wapse erteilt. Albert Egges van Giffen untersuchte die Reste des Grabes im Jahr 1929. Jan N. Lanting führte 1988 eine weitere Untersuchung durch, wobei vor allem van Giffens Abraumhügel noch einmal gründlich gesiebt wurden. Anschließend wurde die Hügelschüttung des Grabes restauriert.

## Beschreibung

### Architektur
Bei der Anlage handelte es sich um ein Ganggrab. Die Grabkammer hatte eine Länge von 15,3 m. Sie besaß acht Wandsteinpaare an den Langseiten und je einen Abschlussstein an den Schmalseiten.

### Bestattungen
Aus dem Grab stammen Reste von Leichenbrand. Die geborgene Menge betrug 989,4 g. Die Knochen gehörten zu zwei Männern und einem Individuum unbestimmten Geschlechts, die alle im Erwachsenenalter verstorben waren.

### Beigaben
Das Fundmaterial besteht hauptsächlich aus Keramikscherben und Feuerstein-Geräten. Lanting konnte bei seiner Nachuntersuchung etwa 15.800 Keramikscherben bergen.
Van Giffen fand bei seiner Grabung außerdem ein Band aus Kupferblech. Vergleichbare Funde stammen aus dem Großsteingrab D19 bei Drouwen und aus dem Großsteingrab D28 bei Buinen. Bei all diesen Beigaben handelt es sich um die ältesten bekannten Metallgegenstände der Niederlande. Auch in mehreren Großsteingräbern in Nordrhein-Westfalen und im westlichen Niedersachsen wurden Metallgegenstände gefunden.
Im Grab wurden auch geringe Reste von verbrannten Tierknochen gefunden. Die geborgene Menge betrug 41 g. Die Knochen stammten von Schaf/Ziege und vom Schwein. Ein Knochen war als Lochdorn verwendet worden.